# Olof Forssberg
Erik Olof Forssberg, född 28 juli 1937 i Hudiksvalls församling i Gävleborgs län, död 11 mars 2023 i Sundbybergs distrikt i Stockholms län, var en svensk jurist och ämbetsman. Han var generaldirektör för Statens haverikommission 1987–1997.

## Biografi
Olof Forssberg avlade studentexamen i Hudiksvall 1956.[källa behövs] Han avlade juris kandidat-examen vid Uppsala universitet 1961, gjorde tingstjänstgöring 1961–1964, blev fiskal vid Hovrätten för Övre Norrland 1964, tingssekreterare 1966, assessor 1970 och hovrättsråd där 1979. Han var sakkunnig i Försvarsdepartementet 1971–1979 och rättschef där 1979–1987. Han var generaldirektör och chef för Statens haverikommission 1987–1997.
Forssberg fick lämna generaldirektörsposten eftersom det i utredningen om Estoniakatastrofen avslöjats att han talat osanning om huruvida han tagit emot ett dokument från en tjänsteman på Sjöfartsverket. Han hade fått dokumentet veckan innan men inte låtit registrera det i vederbörlig ordning. För att slippa förklara det ljög han och sade att dokumentet inte hade nått kommissionen. Ledaren för den finländska delen av haverikommissionen för Estoniakatastrofen Kari Lehtola hävdade att kravet på Forssbergs avgång var "en mycket typisk överreaktion", medan till exempel förra justitieministern Gun Hellsvik tyckte att avgången var självklar eftersom "att ordföranden för den svenska delen av kommissionen har talat osanning betyder att förtroendet för utredningen faller bort".
Forssberg var generaldirektör i Kommunikationsdepartementet 1997–1998 och lagman i Svea hovrätt 1998–2004.